# 1711 Sandrine
1711 Sandrine (1935 BB) là một tiểu hành tinh vành đai chính được phát hiện ngày 29 tháng 1 năm 1935 bởi E. Delporte ở Uccle.